# Evangelische Kirche Christerode

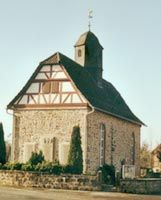
Evangelische Kirche Christerode

Die Evangelische Kirche Christerode ist ein denkmalgeschütztes Kirchengebäude in Christerode, einem Ortsteil der Stadt Neukirchen im Schwalm-Eder-Kreis (Hessen). Sie gehört zum Kirchspiel Schwarzenborn im Kirchenkreis Schwalm-Eder der Evangelischen Kirche von Kurhessen-Waldeck.
Der Westteil des Saalbaus mit sechseckigem Dachreiter stammt aus dem Mittelalter. Der Ostteil wurde im 18. Jahrhundert gebaut. Das Portal ist mit 1750 bezeichnet und ein Fenster der Südseite mit 1798. Eine mächtige Holzsäule trägt über einem Längsunterzug die Flachdecke. Vor einigen Jahren wurde die Kirche wegen akuter Einsturzgefahr umfassend saniert. Die Orgel wurde um 1912 gebaut und 2001 renoviert. An der Außenwand der Kirche befinden sich drei Gedenktafeln mit den Namen der in den Kriegen gefallenen Dorfbewohner.